# Skodborg Kirke
Skodborg Kirke är en kyrka som ligger på en höjd i västra delen av samhället Skodborg som ligger i Vejens kommun i södra delen av Jylland.

## Kyrkobyggnaden
Ursprungliga kyrkan uppfördes i romansk stil omkring år 1200. År 1708 förlängdes kyrkan till sin nuvarande längd. 1858 uppfördes korsarmar åt norr och söder och på korsmitten uppfördes en spetsig takryttare. Vid västra kortsidan uppfördes en öppen båge i vilken kyrkklockan hängdes upp.

## Inventarier
- Dopfunten av granit är från 1200-talet.
- Altartavlan tillkom 1610.
- Nuvarande predikstol byggdes 1858 efter ritningar av arkitekt Hardie Fischer. Korgen vilar på en murad fot.
- Orgeln med 15 stämmor två manualer och pedal är tillverkad 1913 av Marcussen & Søn.
- Ljuskronor från 1946 är tillverkade av Knud Eiby, Odense.

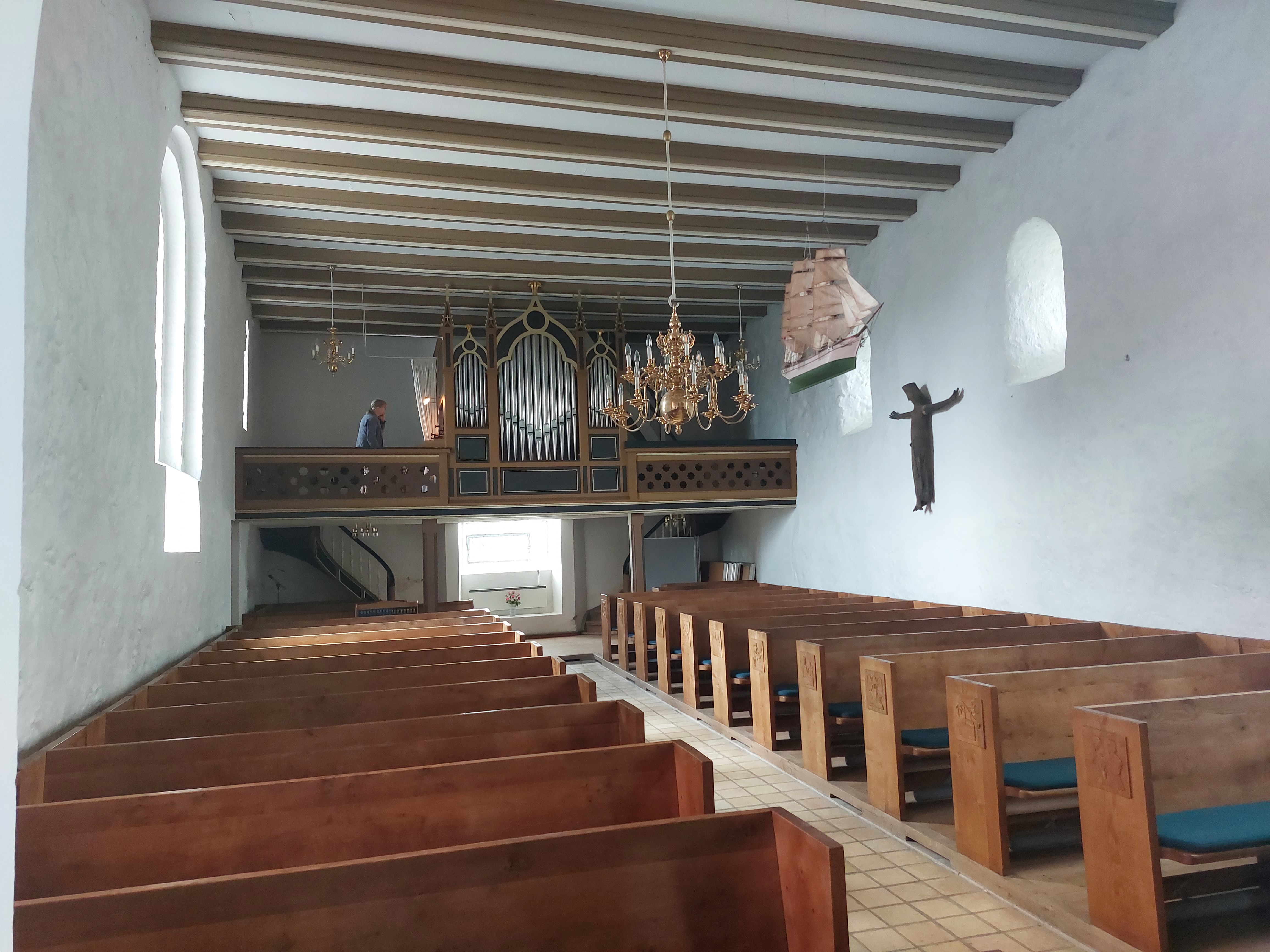
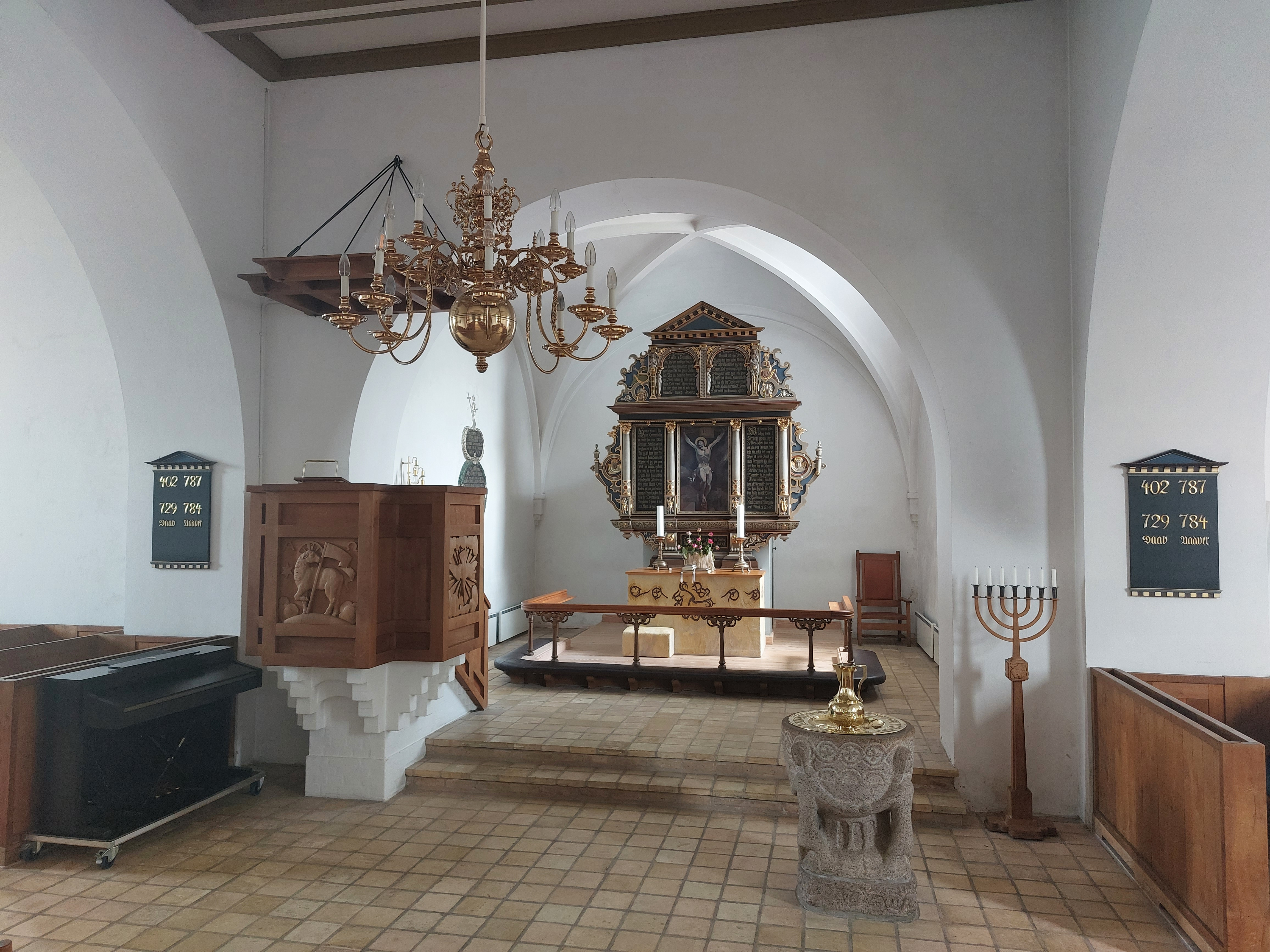
Kirkens kor
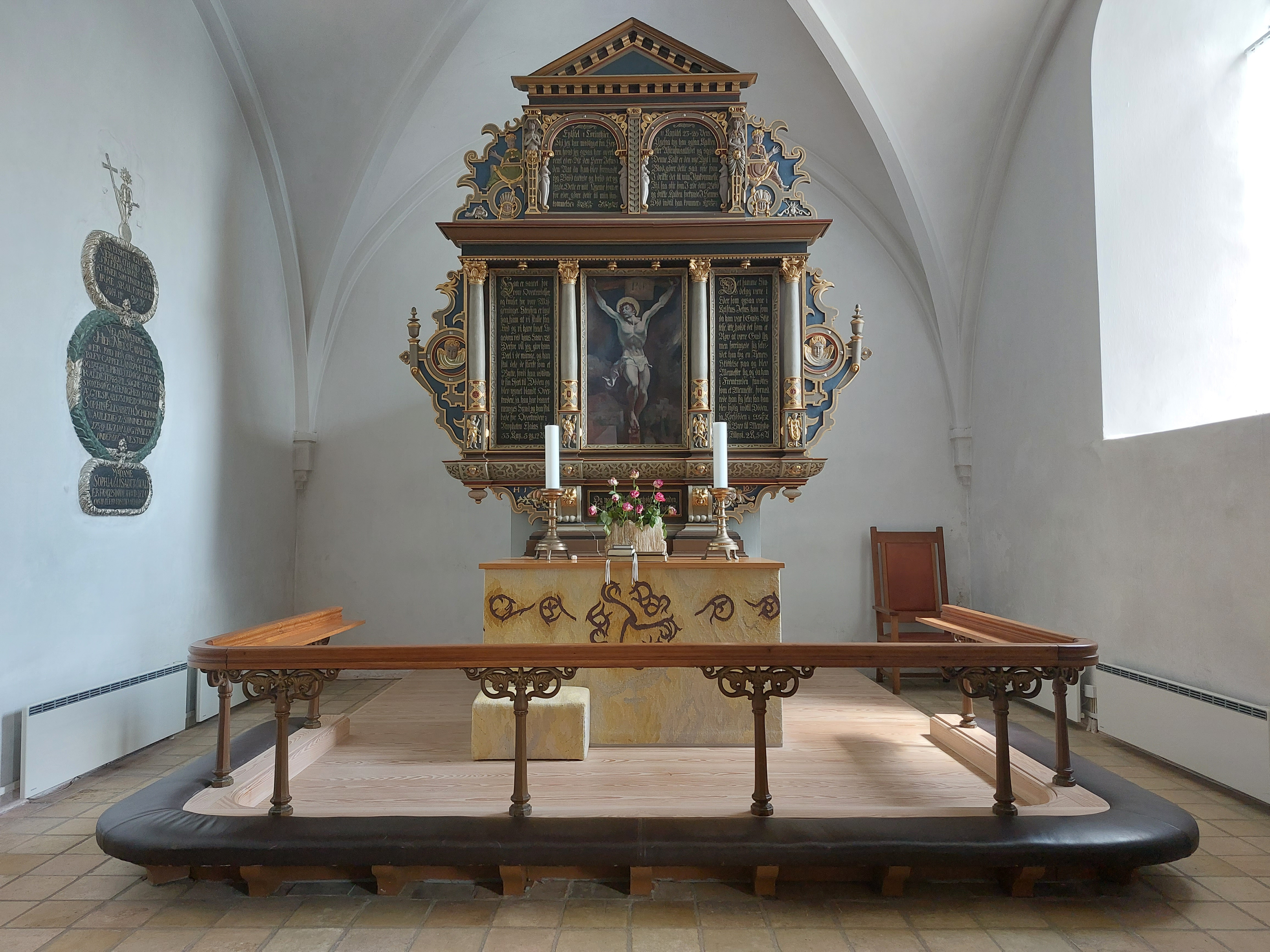
Alteret
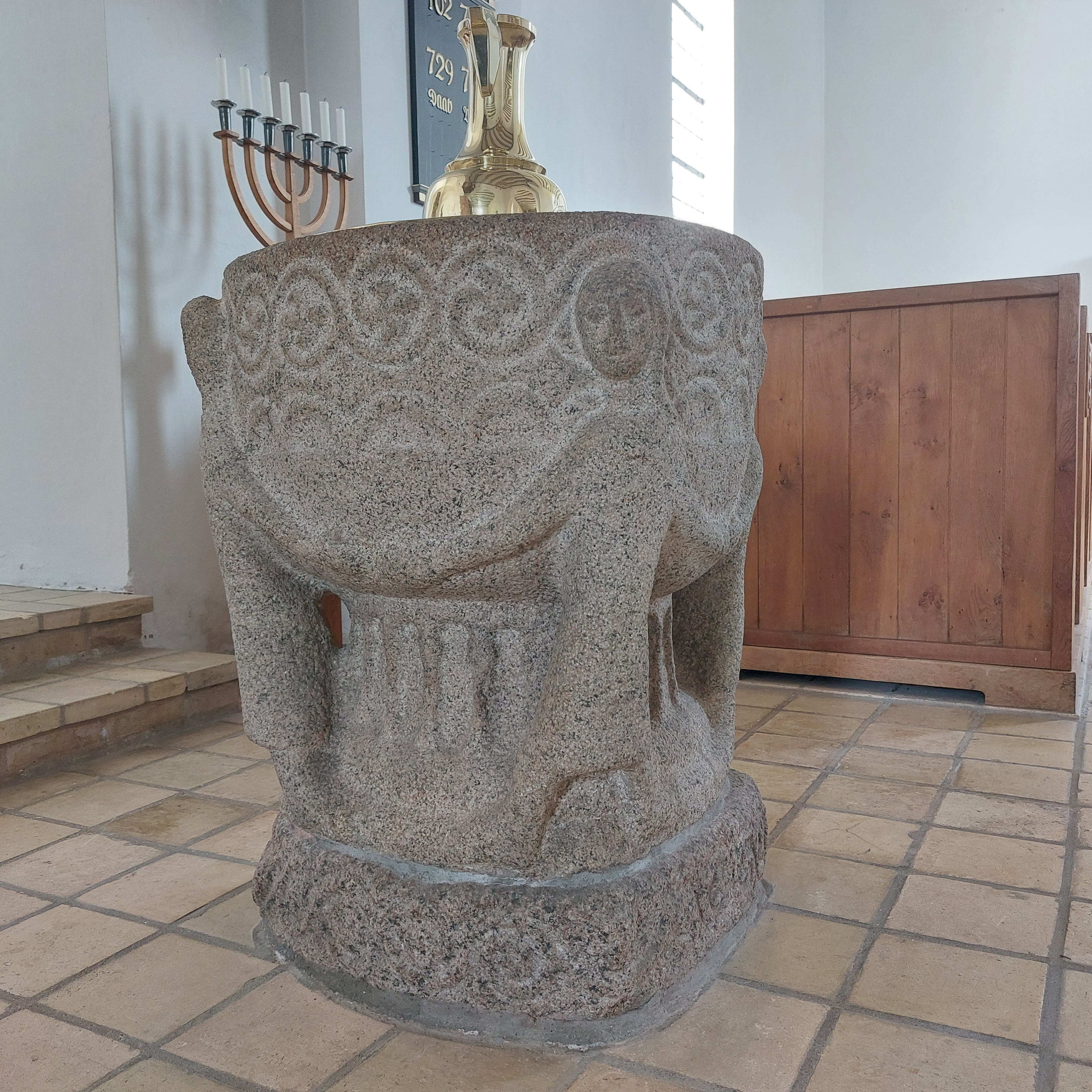
Døbefonten
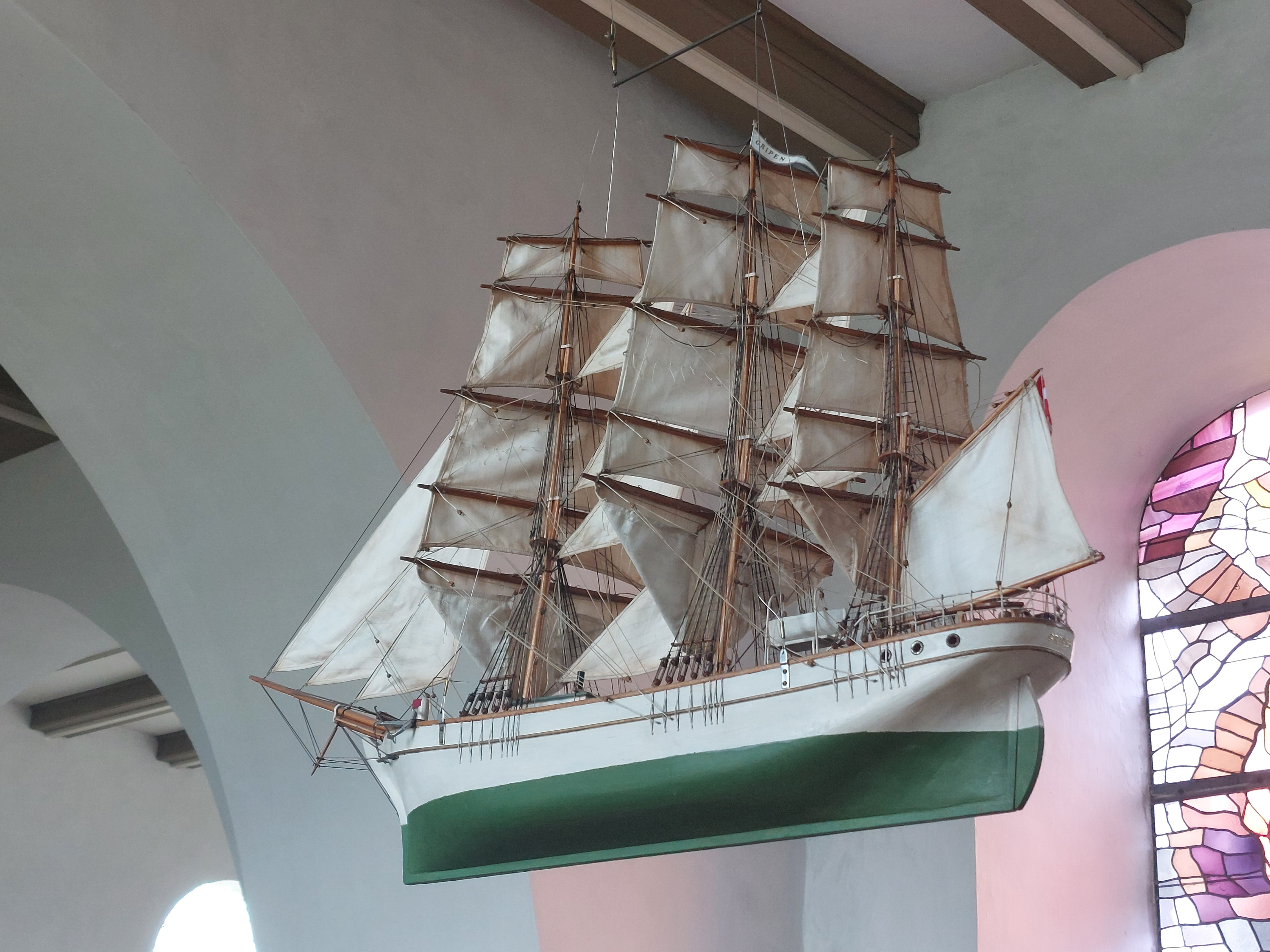
Kirkeskibet
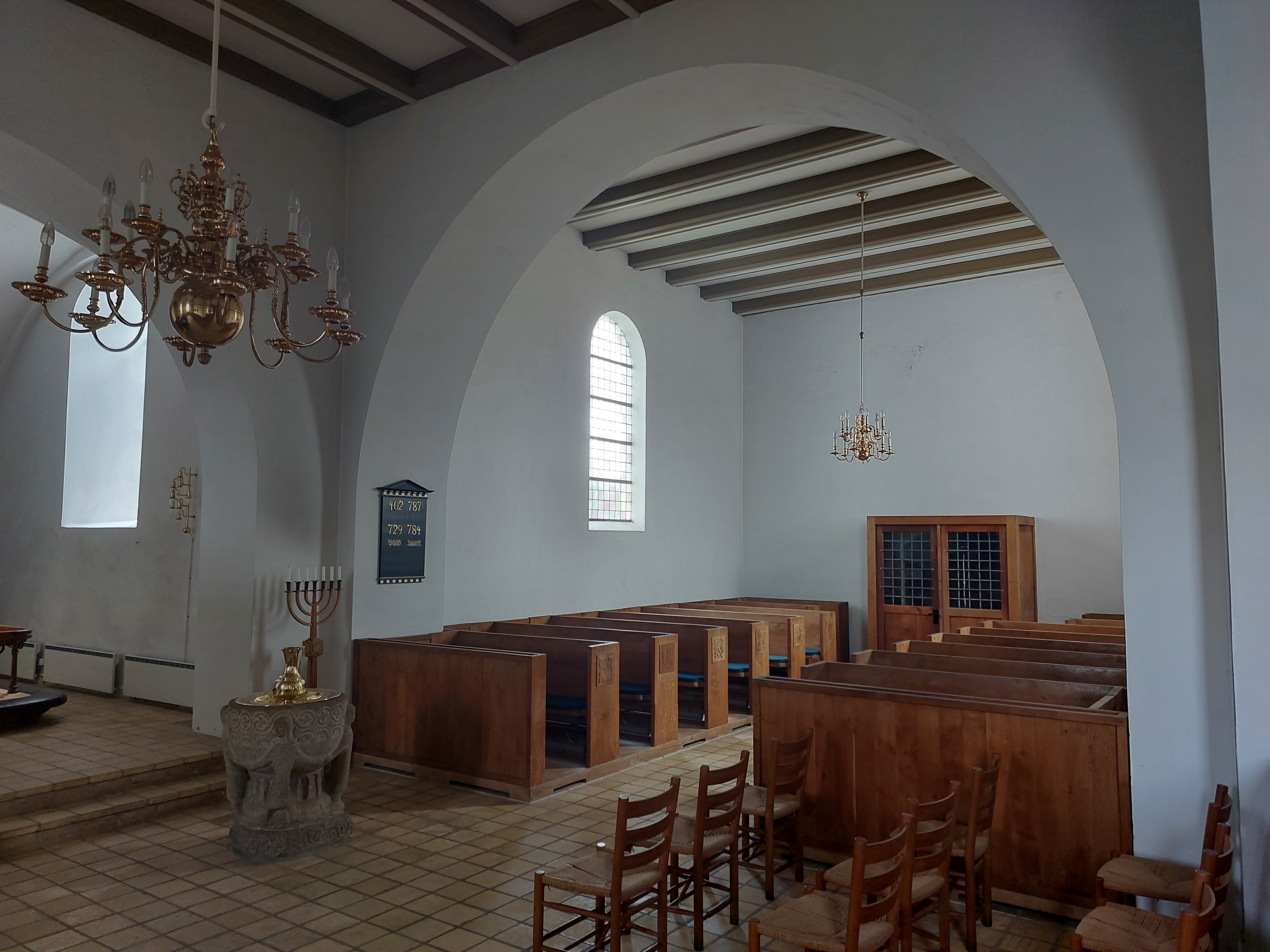
Sydlige korsarm
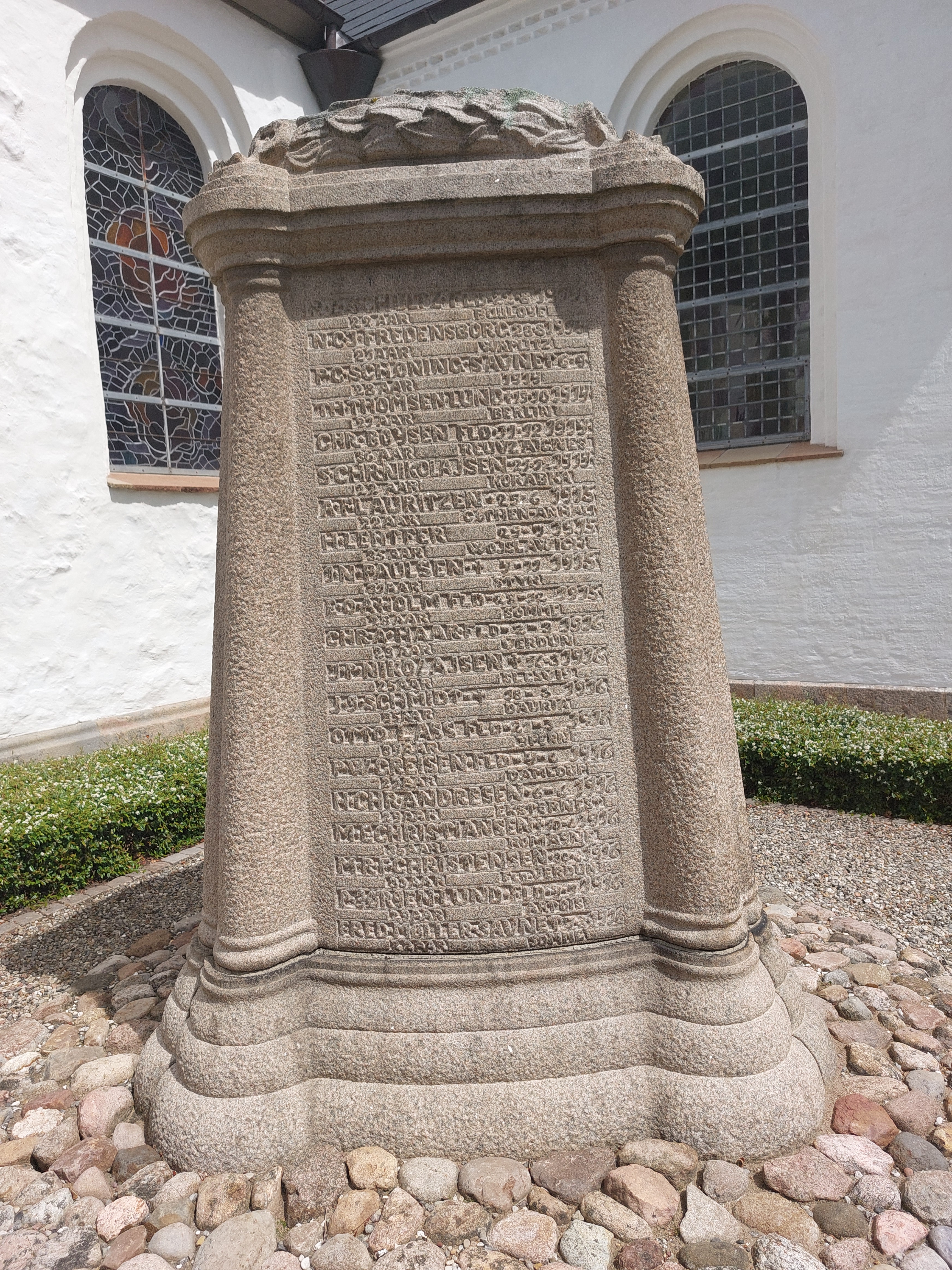
Mindesten for sognets faldne i 1. Verdenskrig